# Olivier De Smet (acteur)
Olivier De Smet is een Vlaamse acteur die zowel in theater- als in televisieproducties is te zien. Hij speelt veelal wat 'ruigere' rollen.

## Televisieserie
- 1985 - André De Vuyst  (2022)
- Aspe - Serge (2010)
- Flikken - Alain Nietvelt (2008)
- Kinderen van Dewindt - Christof (2008)
- Sara - Koen Meuris (2007-2008)
- Familie - Jens Vermeer (2007-2008) – Lotte
- GodzijDank - andere typetjes (2007)
- Witse - Stefaan De Wit (2006)
- Rupel - Roland Collet (2004)
- Wittekerke - Zizi (2002)
- Droge voeding, kassa 4 - Dealer van hifi-apparatuur (2002)
- Spoed – Roy (2002)
- Flikken - Guido (2000)
- W817- Dick (1999)
- Heterdaad - Benny Burgraeve (1998)

## Film
- Loft - Security Guard (2008)
- Vleugels - ex van Kris (2006)
- Suspect - speedfreak (2005)
- Costa! - Stijn (2004)